# Municipio de Clear Creek (condado de Johnson)
El municipio de Clear Creek (en inglés: Clear Creek Township) es un municipio ubicado en el condado de Johnson en el estado estadounidense de Iowa. En el año 2010 tenía una población de 5294 habitantes y una densidad poblacional de 86,08 personas por km².

## Geografía
El municipio de Clear Creek se encuentra ubicado en las coordenadas 41°42′6″N 91°39′27″O / 41.70167, -91.65750. Según la Oficina del Censo de los Estados Unidos, el municipio tiene una superficie total de 61.5 km², de la cual 61.48 km² corresponden a tierra firme y (0.03%) 0.02 km² es agua.

## Demografía
Según el censo de 2010, había 5294 personas residiendo en el municipio de Clear Creek. La densidad de población era de 86,08 hab./km². De los 5294 habitantes, el municipio de Clear Creek estaba compuesto por el 82.55% blancos, el 7.57% eran afroamericanos, el 0.68% eran amerindios, el 4.14% eran asiáticos, el 0.13% eran isleños del Pacífico, el 2.08% eran de otras razas y el 2.85% pertenecían a dos o más razas. Del total de la población el 5.59% eran hispanos o latinos de cualquier raza.